# جوسيف والتر
جوسيف والتر (بالألمانية: Joschi Walter)‏ هو لاعب كرة قدم نمساوي، ولد في 27 أكتوبر 1925 في فيينا في النمسا، وتوفي بنفس المكان في 16 مارس 1992. لعب مع فيرست فيينا.

## وصلات خارجية
- جوسيف والتر على موقع عالم كرة القدم.نت (الإنجليزية)
- جوسيف والتر على موقع أوليمبيديا (الإنجليزية)